# Sukkulentenkunde. Jahrbücher der Schweizerischen Kakteen-Gesellschaft
Sukkulentenkunde. Jahrbücher der Schweizerischen Kakteen-Gesellschaft (abreviado Sukkulentenkunde) fue una revista con ilustraciones y descripciones botánicas que fue editada en Zúrich en los años 1947-1963. Fueron publicados 8 números.